# Engelsberger Marmor

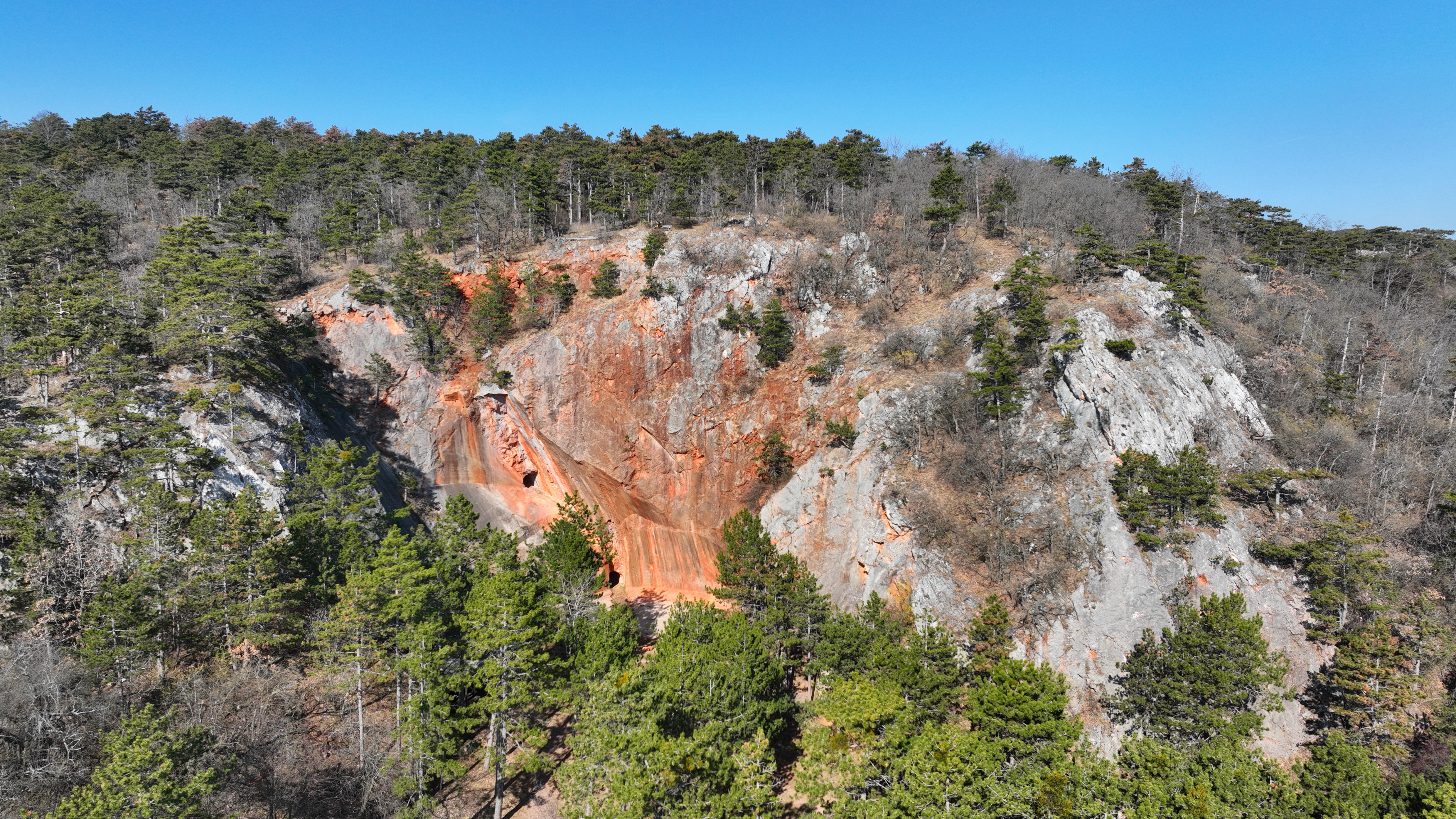
Bereich des Steinbruchs am Engelsberg

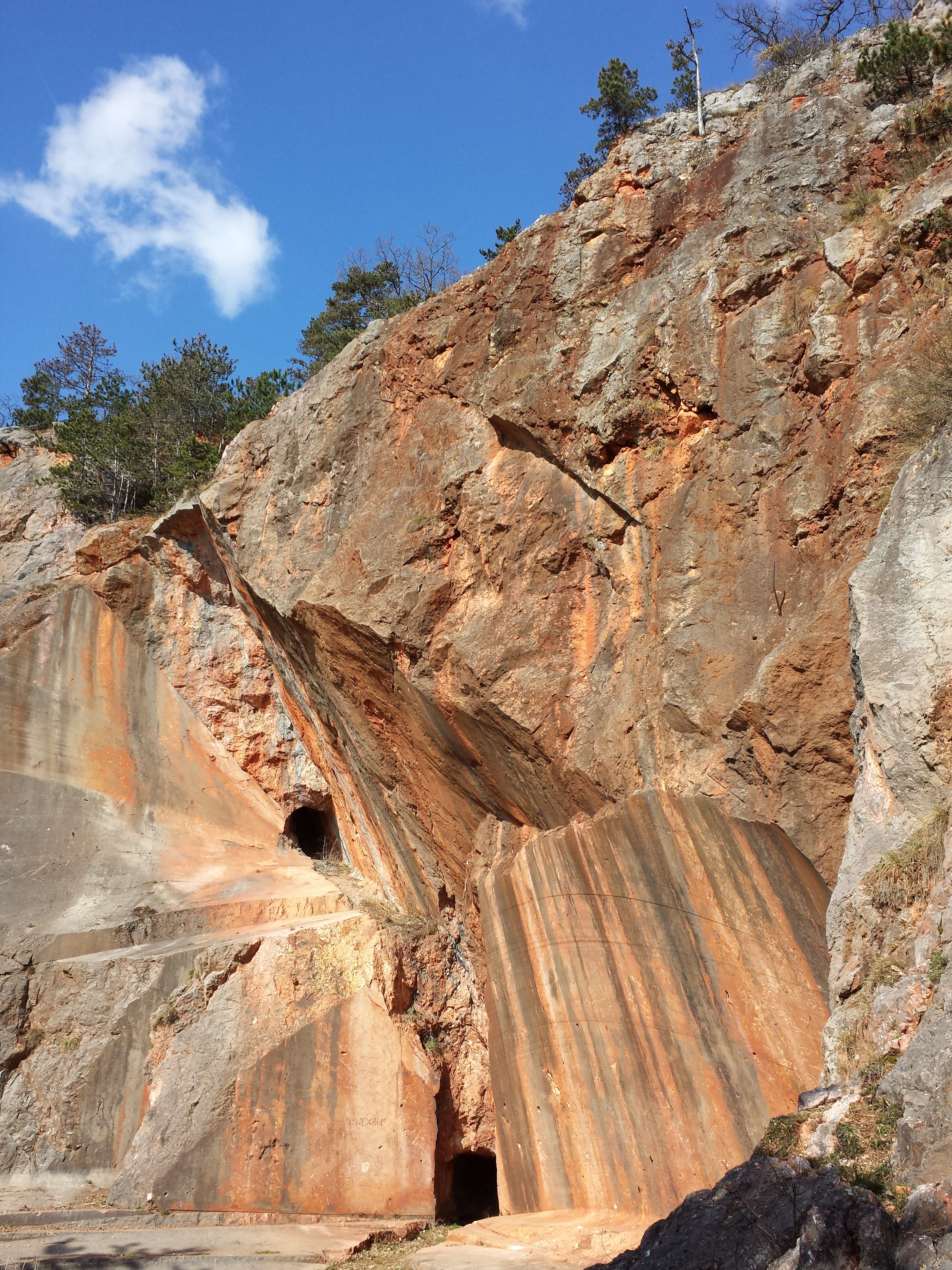
Das Geotop Engelsberg

Der Engelsberger Marmor ist ein rötlicher Kalkstein, der in einem eng begrenzten Raum am Engelsberg in Muthmannsdorf in der Marktgemeinde Winzendorf-Muthmannsdorf, Niederösterreich, in einer Seehöhe von 510 m ü. A. vorkommt. Der Steinbruch hat den Status Geotop und ist als „bemerkenswertes Technik- bzw. wirtschaftliches Denkmal“ eingestuft, da durch den jähen Abbruch der Marmorgewinnung 1943 noch Spuren der damaligen Arbeitsmethoden gut sichtbar sind.

## Beschreibung

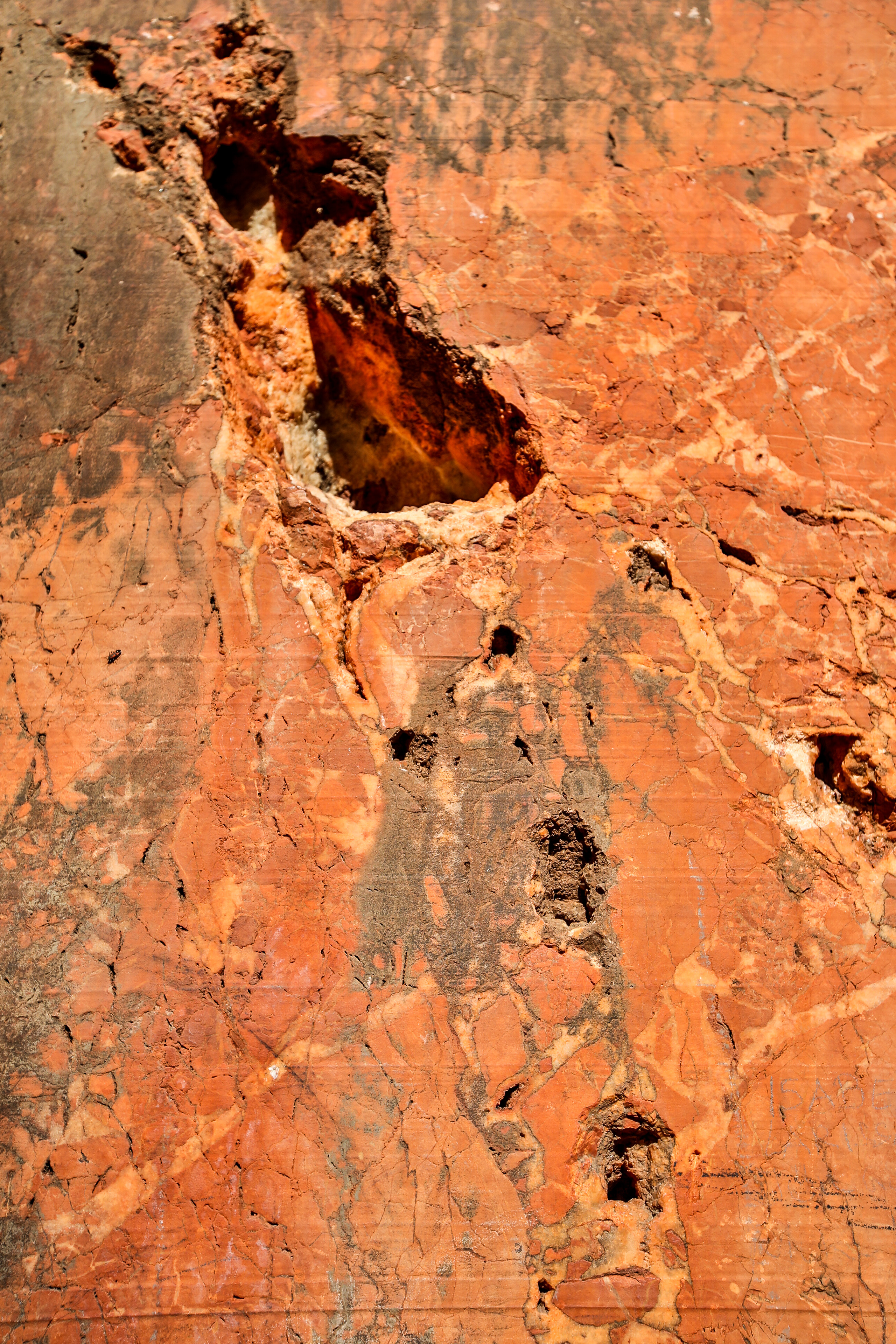
Engelsberger Marmor (roh)

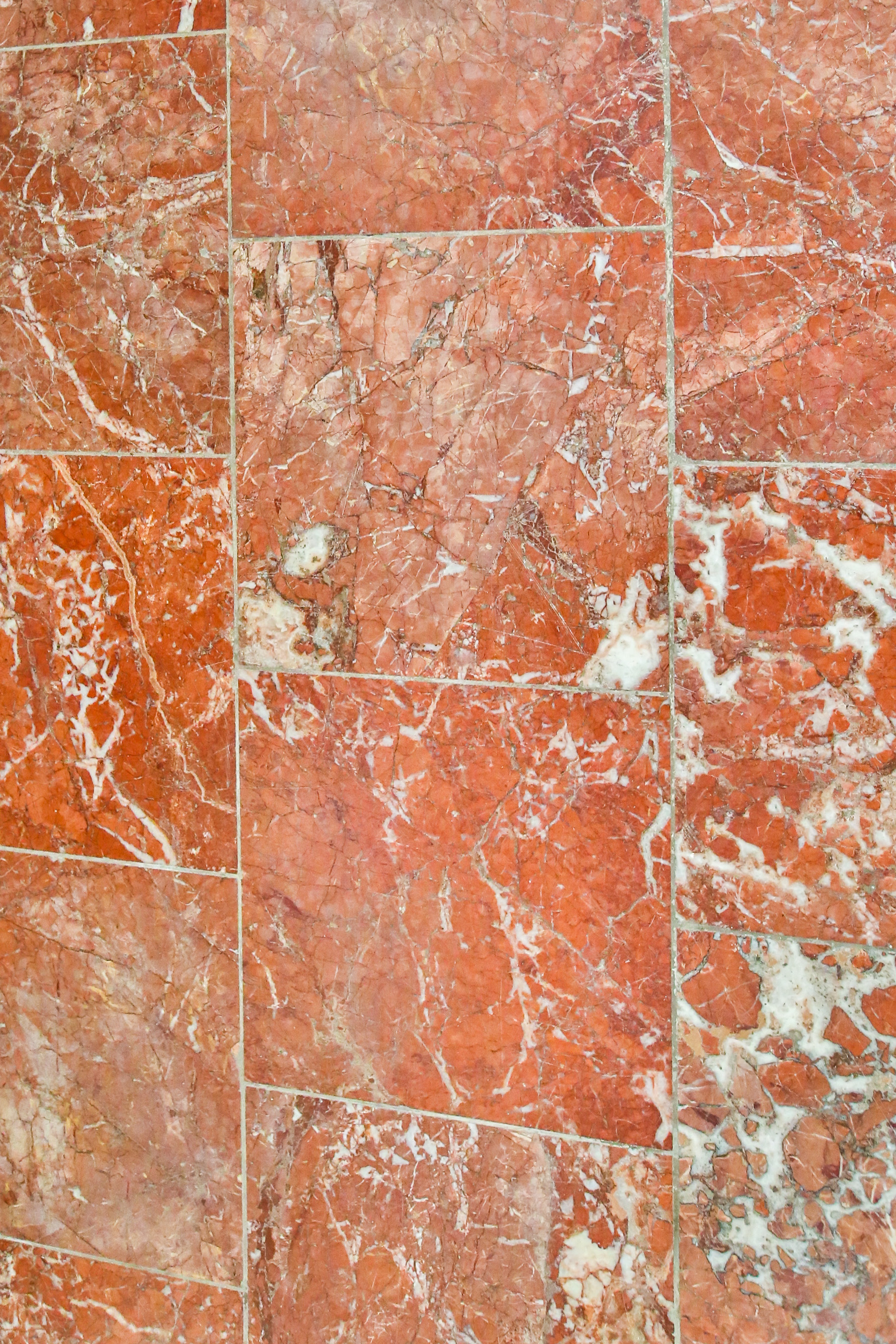
Fußboden in der nahen Pfarrkirche St. Peter im Moos

Der Engelsberger Marmor wird auch als Helenenmarmor bezeichnet.
Der sogenannte Engelsberger Marmor, der ein Kalkstein ist, weist eine charakteristische kirschrote bis fleischrote Farbe auf und zeigt weiße Adern. Seine nahezu einzigartige Farbgebung machte ihn besonders für Präsentationsbauten zu einem begehrten Werkstoff.
Die Geologen Friedrich Brix und Benno Plöchinger beschreiben das Gestein wie folgt: „Der in den Fischauer Bergen in großen Taschen und Nischen des Wandriffkalkes eingebettete, bunte, obertriadische Hallstätter Kalk des Engelsberges, des Moosbühels und der Brunner Ebenen entspricht faziell (= verschiedenartige Ausbildung gleichaltriger Gesteinsschichten) einem gleichaltrigen Hallstätter Rotkalk des Salzkammergutes (Monotiskalk). Abgesehen von der bruchförmigen SW-Begrenzung am Steinbruch Engelsberg ist eine Abgrenzung der Hallstätter Kalkvorkommen wegen der im Wandriffkalk vorliegenden Infiltration von Hallstätter Sediment schwer möglich.“

## Geschichte
Die älteste bekannte Aufzeichnung über den Abbau des Engelsberger Marmors findet sich in einem Pachtvertrag der Herrschaft von Starhemberg mit dem Wiener Neustädter Steinmetzmeister Paul Klimpfinger, die aus dem Jahre 1698 stammt. 1733 wurde der Pachtvertrag mit einem Steinmetzmeister Matthäus Lang verlängert. Trotz seiner nahezu einzigartigen Charakteristik wurde der Abbau nur in kleinem Rahmen betrieben.
Alois Kieslinger ging ebenso von einer Verwendung bereits im Barock aus und stellte in Wien zahlreiche Verwendungen mit diesem fleischroten Dekorationsgestein fest. Spätere ungünstige Sprengarbeiten im Steinbruch hatten zeitweilig eine Nutzung als Werkstein verhindert.
Nach dem Zweiten Weltkrieg wurde der kommerzielle Abbau gänzlich eingestellt. Während man früher keine strengen Maßstäbe anlegte und die Verwendung des Engelsberger Marmors daher weit gestreut war, entspricht die geringe Druckfestigkeit von nur 695 bis 1400 kg/cm nicht mehr den heutigen Anforderungen.
Die Herkunft des Namens ist nicht eindeutig geklärt. Während die eine Theorie den Namen vom „Berg eines Engels“ ableitet, verfolgt die andere Theorie die Herkunft des Namens vom Wort „Enkel“.

## Verwendung

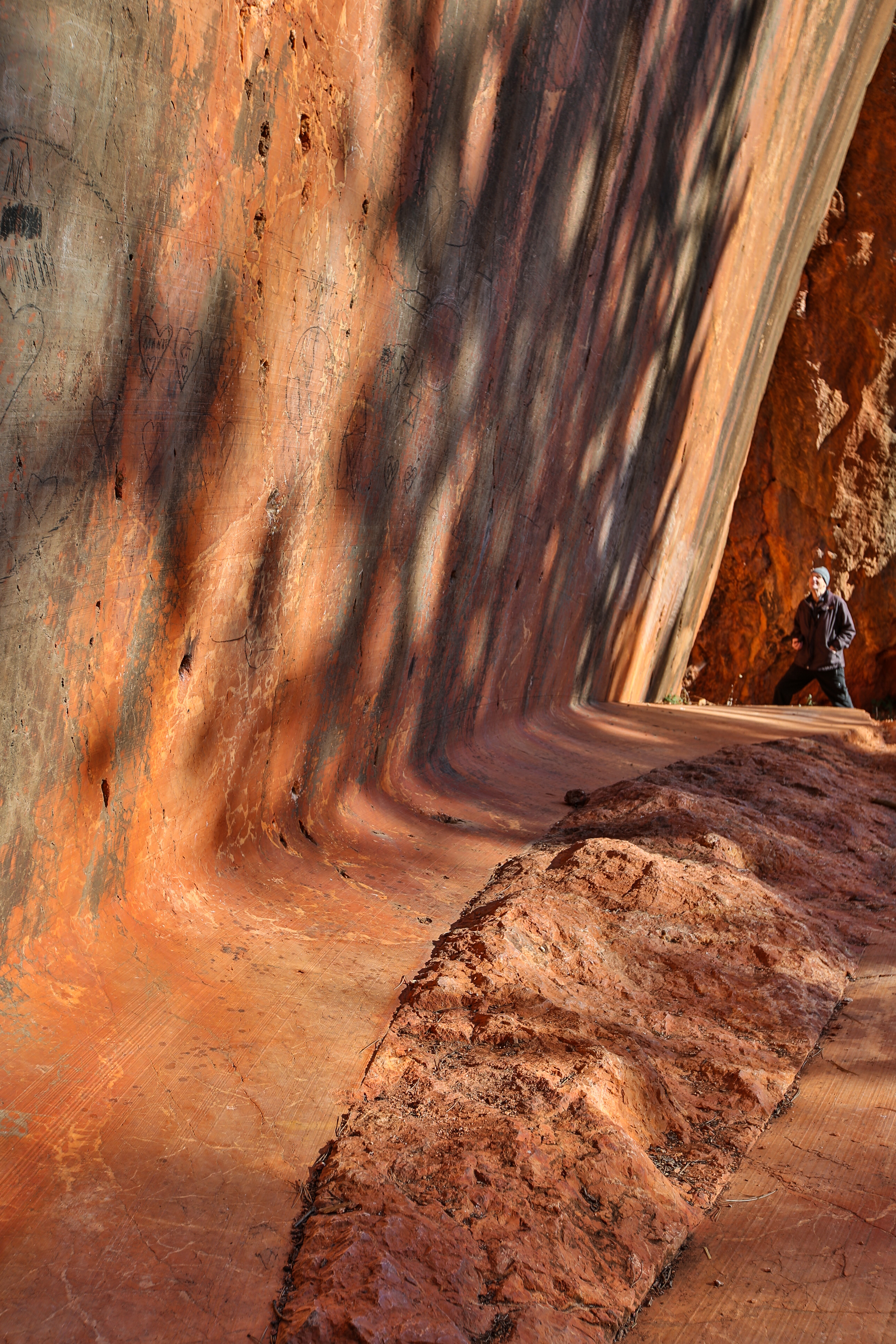
Letzte Marmor-Entnahmestelle mit Sägespuren der Helikoidalsäge und Abrissfläche des Rohblocks. Im Hintergrund Geotop-Initiator Erwin Reidinger

Neben der Verwendung im regionalen Bereich wurden auch Wiener Prachtbauten mit dem Engelsberger Marmor ausgestattet. Im Jahr 1718 fand er bei der Ausgestaltung des Wiener Stephansdoms Verwendung. Dabei wurde ein barockes Türgewände der oberen Sakristei sowie Säulen und Plattenverkleidungen an Nebenaltären errichtet. 1769 liefert der Engelsberg u. a. sechs große Säulen für den Hochaltar des Wiener Neustädter Doms und weitere für die Neuklosterkirche in Wiener Neustadt. Lieferungen weiterer Säulen gehen bis nach Graz. Bemerkenswert war dabei die Größe der damals durch den schonenden Handbetrieb erzielbaren Stücke.
Eine Hochkonjunktur verzeichnet der Engelsberg unter dem Wiener Hofsteinmetzmeister Andrea Francini während der Gründerzeit. Zwischen 1860 und 1901 erfolgte durch Francini der intensivste Abbau, als unter anderem 216 Baluster der Prunkstiege sowie Sockel für Büsten im ersten Stock des Kunsthistorischen Museums in Wien, die Prunkstiege des Privathaus Francinis in der Wiener Argentinierstraße 42, oder die Säulen und Wandplatten des Wiener Südbahnhofes mit Marmor aus Winzendorf angefertigt wurden. Auch die Schalterhalle des Grazer Hauptbahnhofes wurden mit Engelsberger Marmor ausgestaltet. Allerdings fügte Francini dem Engelsberger Marmorsteinbruch nachhaltige Schäden zu, indem er durch eine große „Kammerminensprengung“ versuchte, den Abbau wirtschaftlicher zu gestalten. Durch diese völlig verfehlte Maßnahme wurden die Klüfte des ohnedies schon stark tektonisch gestressten („stichigen“) Gesteins derart aufgerissen, dass kaum mehr gesunde Großblöcke gewinnbar waren.
Nach dem Ersten Weltkrieg werden die von Francini zurückgelassenen Blöcke 1919 nach Deutschland verkauft. 1940 nahmen die reichsdeutschen „Naturstein und Marmorwerke Offenau“ den Betrieb am Engelsberg wieder auf, errichten zur Erschließung des Steinbruchs von Muthmannsdorf aus eine 2,5 km lange Fahrstraße und richten eine Seilsäge mit Motorantrieb ein.
Während Zeit des Zweiten Weltkriegs holte man Engelsberger Marmor nach Nürnberg und verkleidete damit unfertige Objekte des Reichsparteitagsgeländes. Darüber hinaus wird gebrochener Marmor zum Bau Reichsautobahnbrücken verwendet. Seit 1945 verdeckte er den Sockel des auf Veranlassung der Sowjetmacht errichteten Sowjetisches Soldatendenkmal – im Volksmund „Russendenkmal“ genannt – auf dem Schwarzenbergplatz in Wien. Wie eine Inschrift an einer Zisterne in der Nähe des Steinbruchs belegt, waren in den Kriegsjahren auch italienische Arbeiter am Engelsberg beschäftigt. Nachdem ab 1943 kriegsbedingt die Arbeiten ruhten, wurde der als „Deutsches Eigentum“ deklarierte Steinbruch dem sowjetisch beaufsichtigten USIA-Konzern einverleibt und in der Folge etwa 600 m³ lagernde Rohblöcke abtransportiert.
Der Engelsberger Marmor erwies sich jedoch gegenüber der Luftverschmutzung der heutigen Zeit als wenig resistent. Um 1980 wurde er deshalb am Sowjetischen Soldatendenkmal durch Granit ersetzt. Die Stadt Nürnberg muss laufend erhebliche Mittel aufwenden, um das seit 1973 unter Denkmalschutz stehende Prestigeobjekt des Reichsparteitagsgeländes zu erhalten.
Die letzte Nutzung datiert vom Jahr 1989, als der Fußboden der Pfarrkirche St. Peter im Moos in Muthmannsdorf mit heimischem Marmor ausgestaltet wurde.

## Gegenwart
Von 1985 bis 1998 fand unter der Leitung des Bildhauers Otto Lorenz jährlich ein Bildhauersymposium statt. Am Gelände befindet sich noch immer eine größere Anzahl von Rohblöcken, die z. T. künstlerisch bearbeitet wurden. Es entstanden hunderte Kunstwerke, die jedes Jahr in einer abschließenden Ausstellung gezeigt wurden. Zwanzig davon sind im Steinbruch verblieben und können immer noch besichtigt werden. Beim Bildhauersymposium 1995 machte der Bauingenieur und Archäoastronom Erwin Reidinger den Vorschlag, den Steinbruch als „technisches Denkmal oder Geotop“ unter Schutz zu stellen, was von der Gemeinde Winzendorf-Muthmannsdorf aufgegriffen wurde.

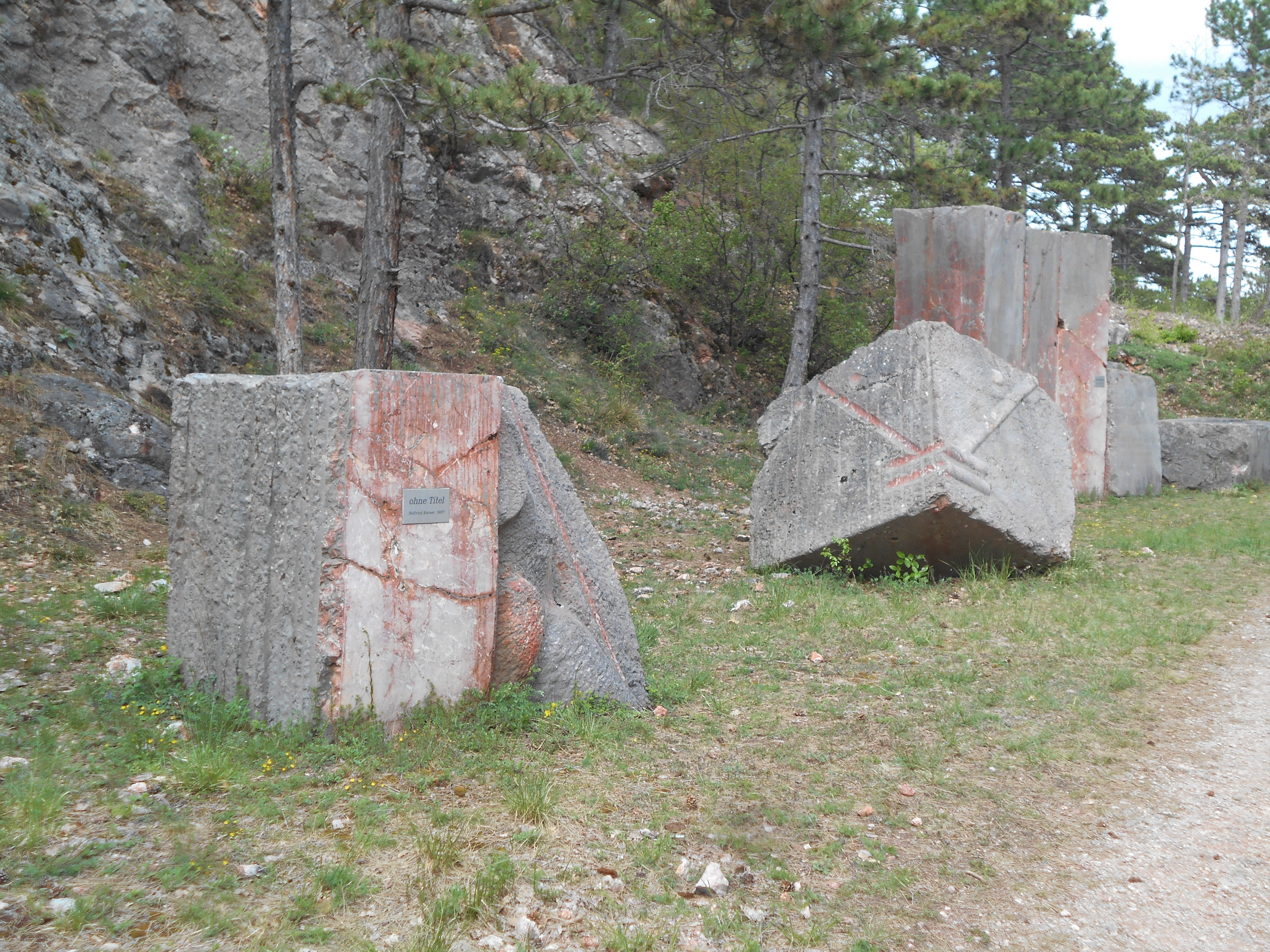
Skulpturen eines Bildhauersymposions

In den Jahren 1997 und 1998 wurde der Steinbruch vom Wildwuchs befreit, bis zum felsigen Untergrund abgegraben, geodätisch vermessen und mit Informationstafeln versehen. Dabei wurde auch die geschnittene Sohle des Steinbruchs freigelegt, an der, wie an den Wänden, die Riffelung der Schnittflächen durch den Abbau mittels Helikoidalsäge (Seilsäge) sehr gut zu sehen ist. Der jähe Abbruch der Arbeiten im Steinbruch führte zu einer eindrucksvollen Momentaufnahme der damaligen Arbeitsmethoden, weshalb das Gelände vom Bundesdenkmalamt als „bemerkenswertes Technik- bzw. wirtschaftliches Denkmal“ eingestuft wurde. Am 7. Juni 1998 wurde der Steinbruch feierlich als „Geotop“ und technisches Denkmal der Öffentlichkeit präsentiert. Er ist damit zu einem beliebten Ausflugsziel geworden.